# Else Holmelund Minarik
Else Holmelund Minarik (13. september 1920 – 12. juli 2012) var en dansk-amerikansk børnebogsforfatter. Som 4-årig flyttede hun til USA med sin familie. Efter universitetsuddannelse i New York arbejdede hun som journalist og lærer. I 1957 udgav hun den første af syv bøger i en serie om Little Bear. I USA er der solgt 6 mio. bøger i serien. Fra 1995 blev en tegnefilmsversion af Little Bear-fortællingerne vist på Nickelodeon.